# ディベックス
株式会社ディベックスは不動産売買・賃貸・保守・管理・斡旋等に関わる業務全般を行っている不動産会社である。都内を中心にアーバイルシリーズの企画を手掛けている。

## 概要
いわゆるディベロッパーであり、開発用地案件の仕入れ・企画からプロデュースしている。アーバイルシリーズを自社ブランドとして持っている。また、リノベーションや医療コンサルも行っている。医療コンサルに関しては、医療ファクタリングを通じての医療機関サポートが主な事業となっている。

## 所在地
株式会社ディベックス本社-東京都中央区日本橋小網町18番11号　小網町プロサイドビル8階
東京中央支社-東京都中央区日本橋小網町18番7号　小網町ビル7階
第1事業部-東京都中央区日本橋小網町　18番7号　　小網町ビル7階

## 関連会社
ディベックスワン合同企業（不動産担保・運用）
ディベックスアセット株式会社（不動産管理）
ディベックスマネージメント株式会社（太陽光発電システム）
有限会社サンコーファーム（水耕栽培販売）
株式会社コスモビジョン（通信販売業）
川俣観光ホテル　仙心亭（温泉旅館業）
有限会社めぐみ（損害保険代理）

## 免許・登録
国土交通大臣指定　全国宅地建物取引業保証協会
宅地建物取引業免許（東京都知事（3）第79445号）

## 事業内容
ディベロップメント事業は用地の仕入れや企画開発などを行っている。
不動産流動・流通事業では収益力の低くなってしまった中古マンシヨンやオフィスビルの収益性の向上、商品価値を上げるためのマネジメントを行っている。その他、リノベーションも行っている。調査や査定を行い、リノベーションをするかどうか判断し、その不動産の価値を取り戻し更に高付加価値商品として再生し運用する手法である。
また、中古不動産の流通業では、中古不動産マーケットの標準化を目指している。中古不動産の仲介も行っている。
アセットコンサルティング事業では、不動産査定、売却、取得とその情報収集、物件調査や市場調査を行っている。
また、プロパティマネジメントとして事業用不動産の収益性や資産価値の向上を目的に年間計画や会計報告、建物管理報告などを作成し各種管理運用業務の提供を行っている。その他にも、ファシリティマネジメントとして不動産の資産価値の維持を目的に日々の管理保守点検業務や長期修繕計画などの施工計画管理などのシステムを提案している。

## 沿革
- 2000年（平成12年）9月20日 - 設立
- 2007年（平成19年）6月27日 - 株式会社ウエストホールディングスが株式取得[1]
- 2008年（平成20年）4月11日 - 株式譲渡の決議[2]

## 企画
- エムピージークビル
- アーバイル東府中
- アーバイル赤羽
- アーバイル西新宿
- アーバイル両国
- アーバイル川崎
- アーバイル池袋
- アーバイル清川
- アーバイル田端
- アーバイル上中里
- グランティアラ東京EAST
- アーバイルプライムイースト
- アーバイル馬込
- アーバイル吉祥寺
- アーバイル茅場町
- アーバイル新宿御苑
- アーバイル八王子
- アーバイル国分寺
- アーバイル岩本町
- アーバイル久米川
- アーバイル綾瀬
- アーバイル白山
- アーバイル月島
- アーバイル鷺沼
- アーバイル東向島

## 事業概念
2013年（平成25年）9月6日付で、2012年（平成24年）1月から、同年8月までの間、不適切なファンドの募集を行ったことにより、関東財務局から、行政処分を受けている。既に改善はされており、2014年（平成26年）5月30日までに、顧客36名中、解約希望者13名については、全て合意解約し、返金が完了している。